# Mikołajczyna Skała

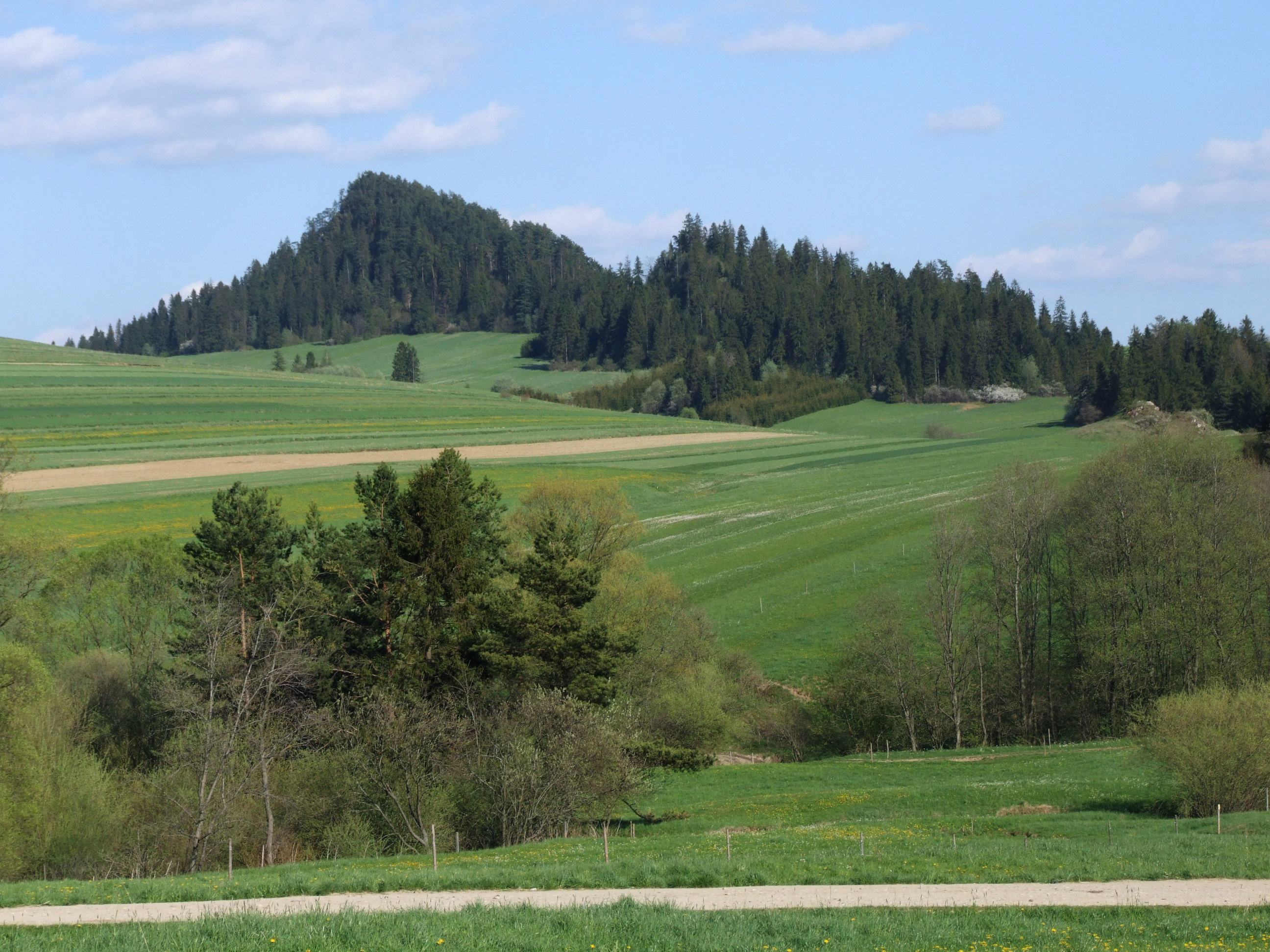
Od lewej: Czerwona Skała, Mikołajczyna Skała i Borsukowa Skała

Mikołajczyna Skała lub Mikołajeczna Skała – jedna z Dursztyńskich Skałek. Gwarowo nazywana jest Mikołajcyną Skałą i nazwa ta pochodzi od właściciela pola. Znajduje się pomiędzy Czerwoną Skałą a Borsukową Skałą w miejscowości Dursztyn w Pieninach Spiskich. Od obydwu sąsiednich skał jest wyraźnie oddzielona; od Czerwonej Skały przełęczą, od Borsukowej Skały łąką. Ma wysokość 731 m n.p.m., nad otaczający ją teren wznosi się tylko na kilkanaście metrów. Po jej północnej stronie biegnie polna i nieutwardzona droga. Drogą tą poprowadzono szlak rowerowy wzdłuż Dursztyńskich Skałek.
Znajduje się w granicach wsi Krempachy w województwie małopolskim, w powiecie nowotarskim, w gminie Nowy Targ. Zbudowana jest ze skał węglanowych jednostki czorsztyńskiej. Widoki z niej są ograniczone, gdyż porośnięta jest sosnowym lasem i krzewiastymi zaroślami. Szerokie widoki natomiast rozciągają się z łąk po jej południowej i północnej stronie.
Z rzadkich w Polsce gatunków roślin stwierdzono występowanie na Mikołajczynej Skale storczyka drobnokwiatowego.

## Szlaki turystyczne
– czerwony szlak rowerowy. Odcinek z Krempach do Dursztyna.